# Lenka Antošová
Lenka Antošová (* 27. září 1991 Děčín) je česká sportovkyně-veslařka, mladší sestra
veslařky Jitky Antošové. Společně s partnerkou Denisou Čvančarovou získaly v letech 2008 a 2009 dvě stříbrné medaile na juniorském mistrovství světa v kategorii dvojskif. Po přestupu do kategorie dospělých společně závodila se svou starší sestrou. Na Letních olympijských hrách 2012 skončila tato posádka na 7. místě.